# Blaufelden
Blaufelden är en kommun och ort i Landkreis Schwäbisch Hall i regionen Heilbronn-Franken i Regierungsbezirk Stuttgart i förbundslandet Baden-Württemberg i Tyskland. Kommunen har cirka 
5 400 invånare.
Blaufelden består av följande sex Ortsteile alla tidigare kommuner som mellan 1972 och 1975 gick samman i kommunen:
- Billingsbach
- Blaufelden
- Gammesfeld
- Herrentierbach
- Wiesenbach
- Wittenweiler